# Tommy Thayer
Thomas Cunningham (Tommy) Thayer  (Portland, Oregon, 7 november 1960) was de gitarist van de rockband KISS. Hij had het masker van Ace Frehley overgenomen wat tot veel woede heeft geleid bij de Ace fans. Hij was lid van de band sinds 2002. Hiervoor werkte hij achter de schermen bij KISS als assistent en tourmanager. Andere leadgitaristen waren
Vinnie Vincent,
Mark St. John en
Bruce Kulick.
Tommy was ook lid van de in Amerika populaire band Black 'N Blue, die in Europa minder bekend is. Hij is ook verantwoordelijk voor verschillende KISS-dvd's (o.a Rock The Nation) en heeft samen met Gene Simmons het nummer Betrayed voor het album Hot In The Shade uit 1989 geschreven.
Toen Black 'N Blue uit elkaar ging in 1989, ging hij met een van de leden van Black 'N Blue, Jaime St. James, verder met een KISS-tributeband genaamd Cold Gin. Thayer speelde in de band als Ace Frehley. De band viel aardig op in de Kiss-tributescene en werd zelfs opgemerkt door de KISS leden zelf. Cold Gin mocht toen op KISS's rhythmgitarist en zanger Paul Stanley's verjaardagsfeest komen spelen. Gene Simmons, bassist en mede-oprichter van KISS bood hem toen een baan aan als zijn assistent wat Tommy meteen aanpakte. Hij deed verschillende taken, van Gene's koffie halen tot hotels boeken.

## Make-up

The Spaceman - Ace Frehley en Tommy Thayer - is beetje anders (grijs van binnen zilver van buiten).

- Biblioteca Nacional de España: XX1758995
- Bibliothèque nationale de France: cb156119104 (data)
- International Standard Name Identifier: 0000 0000 0471 2065
- MusicBrainz: fd1b6089-e607-4150-a072-001a6e74410d
- Nederlandse Thesaurus van Auteursnamen: 263157458
- Virtual International Authority File: 15094957
- WorldCat: E39PBJmdyGv9WVJdTw6ffFQpfq